# Lasioglossum polyctor
Lasioglossum polyctor är en biart som först beskrevs av Charles Thomas Bingham 1908.  Lasioglossum polyctor ingår i släktet smalbin, och familjen vägbin. Inga underarter finns listade i Catalogue of Life.